# E-CHAN
E-CHAN（イチャン、朝: 이찬、1997年2月19日 - ）は、韓国の歌手。男性アイドルグループ・DKBのメンバー。Braveエンターテインメント所属。ソウル公演芸術高等学校演技芸術科卒業。身長177cm。

## 来歴
1997年2月19日、仁川広域市にて誕生。
2016年6月18日、Mnet制作のサバイバルオーディション番組『少年24』出演した。
2020年2月3日、BraveエンターテインメントよりDKBのメンバーとしてミニアルバム『YOUTH』を発売し、デビュー。

## 人物
元YGエンターテインメントの練習生である。
特技はメイキング、振り付けである。
THE BOYZのヒョンジェとは小学５年生の頃から知っている仲であり、プライベートでも交友がある。

## 作品

### 作詞・作曲
| タイトル              | リリース日     | 収録アルバム                    | 担当     |
| --------------------- | -------------- | ------------------------------- | -------- |
| YOUTH                 | 2020年2月3日   | 1stミニアルバム『YOUTH』        | 共同作詞 |
| Sorry Mama            | 2020年2月3日   | 1stミニアルバム『YOUTH』        | 共同作詞 |
| Go Up                 | 2020年2月3日   | 1stミニアルバム『YOUTH』        | 共同作詞 |
| Elevator              | 2020年2月3日   | 1stミニアルバム『YOUTH』        | 共同作詞 |
| Samsung               | 2020年2月3日   | 1stミニアルバム『YOUTH』        | 共同作詞 |
| Still (오늘도 여전히) | 2020年5月25日  | 2ndミニアルバム『LOVE』         | 共同作詞 |
| Tell’em Boys          | 2020年5月25日  | 2ndミニアルバム『LOVE』         | 共同作詞 |
| Fondue (퐁듀)         | 2020年5月25日  | 2ndミニアルバム『LOVE』         | 共同作詞 |
| Curious (호기심)      | 2020年5月25日  | 2ndミニアルバム『LOVE』         | 共同作詞 |
| Rose                  | 2020年5月25日  | 2ndミニアルバム『LOVE』         | 共同作詞 |
| Take Care (잘 지내)   | 2020年10月26日 | 3rdミニアルバム『GROWTH』       | 共同作詞 |
| Eraser (지우개)       | 2020年10月26日 | 3rdミニアルバム『GROWTH』       | 共同作詞 |
| No more (위로X)       | 2020年10月26日 | 3rdミニアルバム『GROWTH』       | 共同作詞 |
| Flower Less           | 2021年3月30日  | 1stアルバム『The dise is cast』 | 共同作詞 |
| Real Love             | 2021年3月30日  | 1stアルバム『The dise is cast』 | 共同作詞 |

### 参加作品
| 年     | タイトル    | 作品名                    |
| ------ | ----------- | ------------------------- |
| 2021年 | Brave Girls | Pool Party (feat. E-CHAN) |

## 出演

### テレビ番組
- 少年24（2016年、Mnet）